# فورت هير
هذه الصفحة حول القلعة التي بناها البريطانيون في القرن التاسع عشر. للجامعة، انظر جامعة فورت هير
حصن هير كان حصنًا بني عام 1835 على نتوء صخري عند سفوح جبال أماتولا؛ بالقرب من بلدة أليس الحالية، كيب الشرقية في جنوب أفريقيا.

## التاريخ
في الأصل، كان فورت هير حصنًا بريطانيًا في الحروب بين المستوطنين البريطانيين والكوسيون في القرن التاسع عشر.
تم بناء حصن بريطاني، فورت جلامورجان، على الضفة الغربية لشرق لندن في عام 1837، وضمه إلى مستعمرة كيب في نفس العام. هذا الحصن هو واحد من سلسلة الحصون التي بناها البريطانيون، والتي تشمل حصن موراي، وفورت وايت،  فورت كوكس، وفورت هير، وفورت ويلشاير، في المنطقة الحدودية التي أصبحت تعرف باسم كفريريا البريطانية.
في 29 ديسمبر 1850، خلال حرب الحدود الثامنة مع الكوسيين، أجبر حوالي 220 جنديًا بريطانيًا على التراجع إلى فورت هير بعد محاولة فاشلة لتحرير السير هاري سميث، المحاصر في فورت كوكس.

## اليوم
لا تزال بعض أطلال الحصن مرئية حتى اليوم، بالإضافة إلى قبور بعض الجنود البريطانيين الذين لقوا حتفهم أثناء عملهم هناك. أدى النشاط التبشيري لجيمس ستيوارت إلى إنشاء مدرسة للمبشرين التي نتجت عنها في بداية القرن العشرين جامعة فورت هير.